# Pohlia longicolla
Pohlia longicolla là một loài rêu trong họ Bryaceae. Loài này được Hedw. Lindb. mô tả khoa học đầu tiên năm 1879.